# Louis Gallavardin
Pour les articles homonymes, voir Gallavardin.
Louis Benedict Gallavardin, né 20 août 1875 à Lyon et mort le 2 décembre 1957 à Lyon, est un médecin et cardiologue français, connu pour le phénomène de Gallavardin.
Louis Gallavardin a étudié la médecine à la faculté de médecine de Lyon. Il devient interne en 1895 et médecin des hôpitaux de Lyon en 1902.
Le docteur Gallavardin a publié 360 articles sur la médecine cardiovasculaire de 1898 à 1945, couvrant l'ensemble du sujet en dehors de malformations congénitales. Jusqu'en 1910, ses travaux concernent la médecine générale, et après 1910 il se spécialise en cardiologie.
Son livre La tension Artérielle en clinique, publié en 1910, a été le texte de référence sur la mesure de la pression artérielle. Il a mis au point un tensiomètre humoral qui porte son nom, le tensiomètre Gallavardin.
Il a démontré l'importance de l'électrocardiographie, et publié sur les arythmies, en particulier la tachycardie ventriculaire. Il a décrit un type de sténose aortique qui n'a pas d'origine rhumatismale, et décrit l'effort dans l'état de syncope. Il a étudié l'angine de poitrine, en décrivant le syndrome dans son ouvrage Les Angines de poitrine en 1925, démontrant que la maladie coronarienne en est la cause.
Il a été président de la Société française de cardiologie de 1946 à 1948.
Il a été inhumé à Saint-Priest.

## Travaux et publications
- 1901 : De l'asystolie progressive des jeunes sujets par myocardite subaigüe primitive. Arch. gén. méd.,
- 1909 : Du rétrécissement aortique non-rhumatismal des jeunes sujets et de son analogie avec le rétrécissement mitral, de Duroziez. Lyon
- 1910 : La Tension artérielle en clinique, sa mesure, sa valeur sémiologique. Paris.
- 1912 : Tachycardie paroxystique angineuse. Lyon méd.
- 1921 : Le rétrécissement pour des jeunes sujets non-rhumatismaux. Presse méd.
- 1921 : Symptômes et diagnostic de l'infarctus du myocarde. J. Méd. Lyon.
- 1921 : De l'Œdème pulmonaire aigu dans les cardiopathies valvulaires endocardiques et insuffisance ventriculaire gauche et insuffisance auriculaire gauche.
- 1922 : Ventriculaire extra-systolique et paroxysmes tachycardiques prolongés. Arch. Méd.
- 1925 : Les Angines de Poitrine. Paris.
- 1930 : La tachycardie paroxystique: maladie de Bouveret, d'après une statistique de 177 observations. J. Méd. Lyon
- 1932 : Les Tachycardies paroxystiques ventriculaires. Masson et Cie, Paris
- 1933 : Les syncopes d'effort, tachycardie paroxysmale. J. Méd. Lyon.
- 1934 : Le rétrécissement mitral œdemateux. J. Méd. Lyon.